# Iwase Go
Go Iwase (磐瀬 剛 Iwase Go, sinh ngày 28 tháng 6 năm 1995 ở Chiba) là một cầu thủ bóng đá người Nhật Bản. Anh thi đấu cho Kyoto Sanga FC.

## Sự nghiệp thi đấu
Go Iwase gia nhập câu lạc bộ tại J2 League; Kyoto Sanga FC năm 2014. Năm 2016, anh chuyển đến FC Gifu.

## Thống kê câu lạc bộ
Cập nhật đến ngày 23 tháng 2 năm 2017.
| Thành tích câu lạc bộ | Thành tích câu lạc bộ | Thành tích câu lạc bộ | Giải vô địch | Giải vô địch | Cúp                   | Cúp                   | Tổng cộng | Tổng cộng |
| Mùa giải              | Câu lạc bộ            | Giải vô địch          | Số trận      | Bàn thắng    | Số trận               | Bàn thắng             | Số trận   | Bàn thắng |
| Nhật Bản              | Nhật Bản              | Nhật Bản              | Giải vô địch | Giải vô địch | Cúp Hoàng đế Nhật Bản | Cúp Hoàng đế Nhật Bản | Tổng cộng | Tổng cộng |
| --------------------- | --------------------- | --------------------- | ------------ | ------------ | --------------------- | --------------------- | --------- | --------- |
| 2014                  | Kyoto Sanga           | J2 League             | 4            | 0            | 0                     | 0                     | 4         | 0         |
| 2015                  | Kyoto Sanga           | J2 League             | 22           | 0            | 1                     | 0                     | 23        | 0         |
| 2016                  | FC Gifu               | J2 League             | 30           | 0            | 0                     | 0                     | 30        | 0         |
| Tổng                  | Tổng                  | Tổng                  | 56           | 0            | 1                     | 0                     | 57        | 0         |